# Atrobucca marleyi
Atrobucca marleyi es una especie de pez de la familia Sciaenidae en el orden de los Perciformes.

## Morfología
• Los machos pueden llegar alcanzar los 16,2 cm de longitud total.
- Número de  vértebras: 25.[1][2]

## Hábitat
Es un pez de clima subtropical y bentopelágico que vive entre 73-91 m de profundidad.

## Distribución geográfica
Se encuentra en el Índico occidental: Mozambique y Sudáfrica (KwaZulu-Natal ).

## Observaciones
Es inofensivo para los humanos.